# Aglaojoppa victoriae
Aglaojoppa victoriae är en stekelart som beskrevs av Heinrich 1968. Aglaojoppa victoriae ingår i släktet Aglaojoppa och familjen brokparasitsteklar. Inga underarter finns listade i Catalogue of Life.